# Armand Marie de Roquefeuille

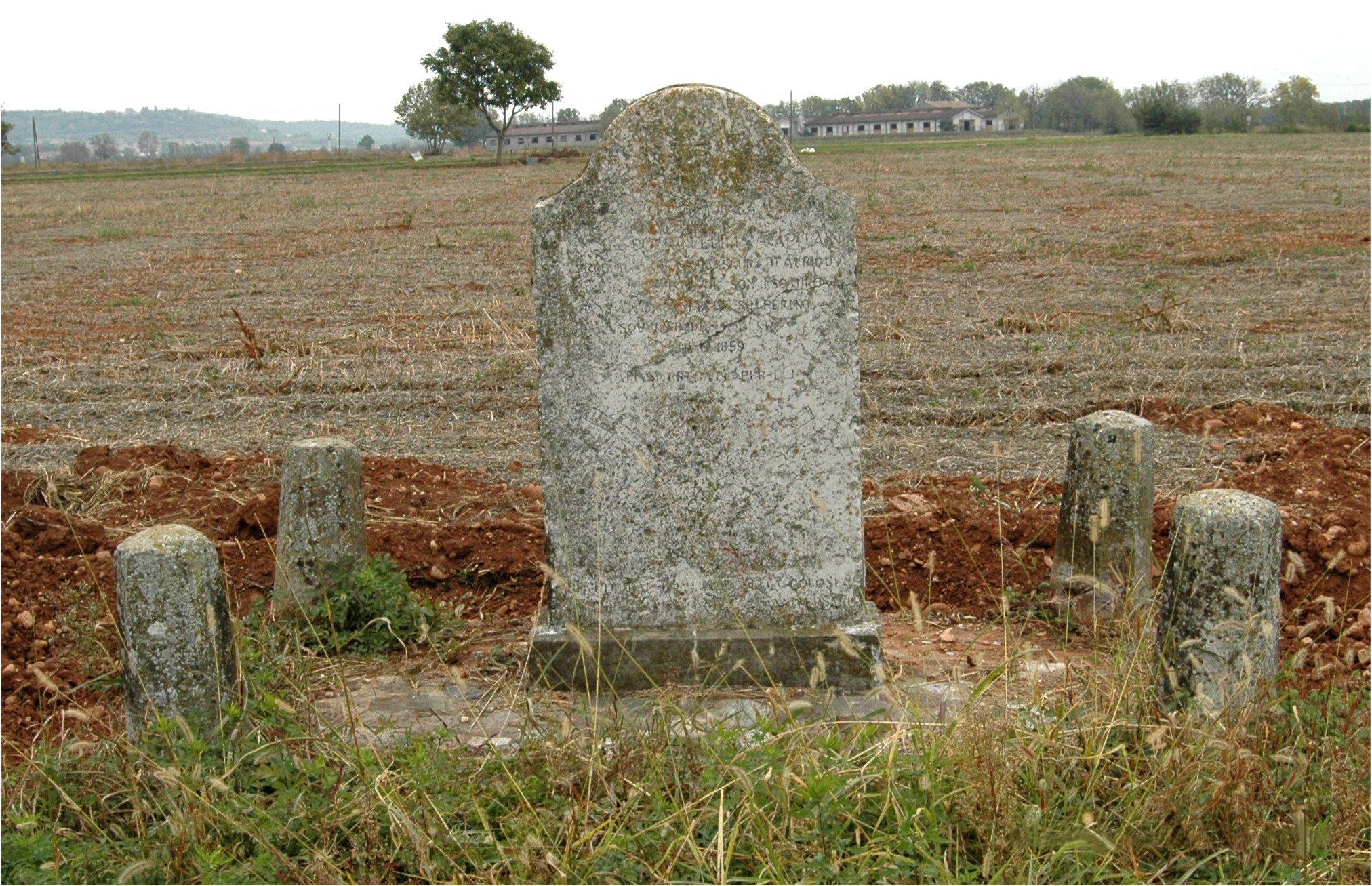
Medole, Cenotafio Roquefeuille in località Valle del Termine

Armand Marie de Roquefeuille (Quintin, 30 aprile 1815 – Medole, 24 giugno 1859) è stato un militare francese.

## Biografia
Allievo dell'École militaire nel 1845, sottotenente all'11º Reggimento Cacciatori d'Africa nel 1846, tenente nel 1850 e capitano nel 1853. Passò al 1º Reggimento Cacciatori d'Africa nel 1856. Dal 1856 al 1859 partecipò alla Campagna d'Africa.
Morì nella battaglia di Medole il 24 giugno 1859 mentre era al comando del 1º Reggimento Cacciatori d'Africa. Un cenotafio eretto dai familiari sul luogo della morte ne ricorda le gesta.